# Luigi Dadda
Luigi Dadda (Lodi, 29 aprile 1923 – Milano, 26 ottobre 2012) è stato un informatico e ingegnere italiano.
Fu tra i primi ad occuparsi di calcolatori elettronici in Italia. In seguito condusse e coordinò numerose ricerche in vari campi dell'informatica. Fu rettore del Politecnico di Milano dal 1972 al 1984.

## Biografia
Compie i suoi studi presso l'Istituto Magistrale Maffeo Vegio di Lodi e in seguito presso il Politecnico di Milano e si laurea in ingegneria elettrotecnica nel 1947 con una tesi sulla trasmissione dei segnali progettando un ponte radio a microonde tra Torino e Trieste.
Egli indirizza inizialmente la sua ricerca verso i modelli ed i calcolatori analogici e nel 1953 ottiene una borsa della National Science Foundation per svolgere ricerche presso il CalTech di Los Angeles.
Nel frattempo su sua iniziativa il Politecnico di Milano presenta la richiesta per l'assegnazione di un calcolatore digitale: la richiesta ha esito positivo e l'allora rettore Gino Cassinis gli offre l'opportunità di andare a San Diego in California per collaborare alla realizzazione della macchina, un CRC 102A che, dopo la consegna, non verrà più direttamente assistita dal produttore.
Dadda rinuncia alla borsa e si reca in California dove collabora con la Computer Research Corporation alla realizzazione del calcolatore elettronico digitale acquistato dal Politecnico di Milano con fondi del Piano Marshall. La macchina ultimata viene caricata su una vecchia nave da trasporto Liberty nel centro di una stiva piena di balle di cotone che proteggono le valvole termoioniche dalle pericolosissime vibrazioni.
Allo sdoganamento di Genova si presentò il problema della "tassa radio" che allora imponeva l'incollatura di una fascetta fiscale, del tipo di quelle oggi in uso sulle bottiglie di liquori, su ognuna delle valvole termoioniche usate nella macchina. Smontare la macchina per apporre la fascetta su ognuna delle migliaia di valvole avrebbe comportato un enorme lavoro e le probabilità che dopo l'operazione funzionasse ancora erano nulle. I doganieri inoltre consideravano, correttamente, affini alle valvole i numerosissimi diodi al germanio saldati nel sistema e decisamente troppo piccoli per ospitare la fascetta. La soluzione fu salomonica: venne pagata la tassa e le fascette vennero consegnate a Dadda che si impegnò formalmente ad applicarle non appena il sistema fosse giunto a Milano. Esse non sono visibili sulla macchina, probabilmente rimasero in un cassetto.
La macchina viene installata nel settembre 1954 al Politecnico nel sottoscala dell'aula 2SUD e risulta essere il primo elaboratore funzionante in Italia e nell'Europa continentale. Negli anni successivi si dedica alle attività sviluppatesi intorno a questa macchina, sia sul piano della sua conduzione tecnica, sia sul piano della sua utilizzazione per applicazioni scientifiche e industriali, sia per quanto riguarda l'addestramento di docenti e studenti al suo utilizzo. Organizza e tiene i primi corsi universitari sull'elaboratore e sul suo utilizzo e si occupa del potenziamento della macchina del Politecnico. Studia le unità aritmetiche di quel periodo proponendo soluzioni originali per i moltiplicatori paralleli: il "Dadda multiplier" risulta ancora oggi uno degli schemi dalle prestazioni più elevate.
Nel 1960 diventa professore ordinario e copre la cattedra di Elettrotecnica del Politecnico di Milano dal 1962. In seguito si dedica allo studio delle reti di Petri proponendone l'adozione per la progettazione di sistemi di controllo di elevata complessità. Si dedica anche a ricerche nel settore dell'elaborazione dei segnali con lo studio di nuovi sistemi di convolutori. È stato poi direttore del Centro di calcolo e del Laboratorio di calcolatori elettronici del Dipartimento di elettronica del politecnico di Milano, coordinando ricerche sui sistemi di calcolo, sull'architettura dei microelaboratori, sui linguaggi di programmazione, sulle banche di dati e sulle reti di calcolatori.

 È rettore del Politecnico di Milano per 12 anni, dal 1972 al 1984.
Figura tra i soci fondatori dell'AICA nel 1961; è tra i fondatori della Rivista di Informatica e suo direttore. Dell'AICA è presidente dal 1967 al 1970.
Luigi Dadda è inoltre stato impegnato in numerose attività di direzione e coordinamento di ricerche in ambito nazionale ed internazionale.
Sua è la proposta della European Information Network realizzata come progetto COST 11 della CEE. Dal 1980 al 1982 presiede la Commissione per la Scienza e la Tecnologia presso la Presidenza del Consiglio dei ministri.
È stato Presidente dell'ALaRI dell'Università della Svizzera Italiana di Lugano e membro del Comitato Tecnico e consigliere nel Consiglio di Amministrazione di CSELT.
È scomparso nel 2012 all'età di 89 anni.
Nel 2016 gli è stato conferito, postumo, il prestigioso "IEEE Milestone award".
Il 2 novembre 2019, con una cerimonia alla presenza del sindaco di Milano Giuseppe Sala, il suo nome è stato inserito nel famedio del cimitero monumentale di Milano. 

## Opere
- Luigi Dadda, La nascita dell'informatica in Italia, Milano, Polipress, 2006, ISBN 978-88-7398-021-6.